# Aida Mussach
Aida Mussach (Barcelona) is een Catalaanse actrice en theater- en filmmaakster.
Mussach studeerde psychologie aan de Universitat Autònoma de Barcelona (UAB). Daarna woonde ze onder andere in Londen, Toulouse, Brest en uiteindelijk, sinds de zomer van 2000, in Amsterdam.
Naast verschillende producties in Nederland, kreeg zij in België een rol als Cubaanse danseres in Oud België en als de Colombiaanse Rosita in Jes. In 2009 begon zij als theater- en filmmaakster met twee komedies: Baby, baby, baby en To bio or not to bio – allebei een combinatie van een sociaal en milieuthema met improvisatietheater, film, muziek en dans.
Op 5 juni 2010 was de première van haar theatervoorstelling Putas.
In 2012 speelde Mussach een belangrijke rol in de eerste afleveringen van het achtste seizoen van de politiereeks Aspe.